# St. Margareta (Lindach)

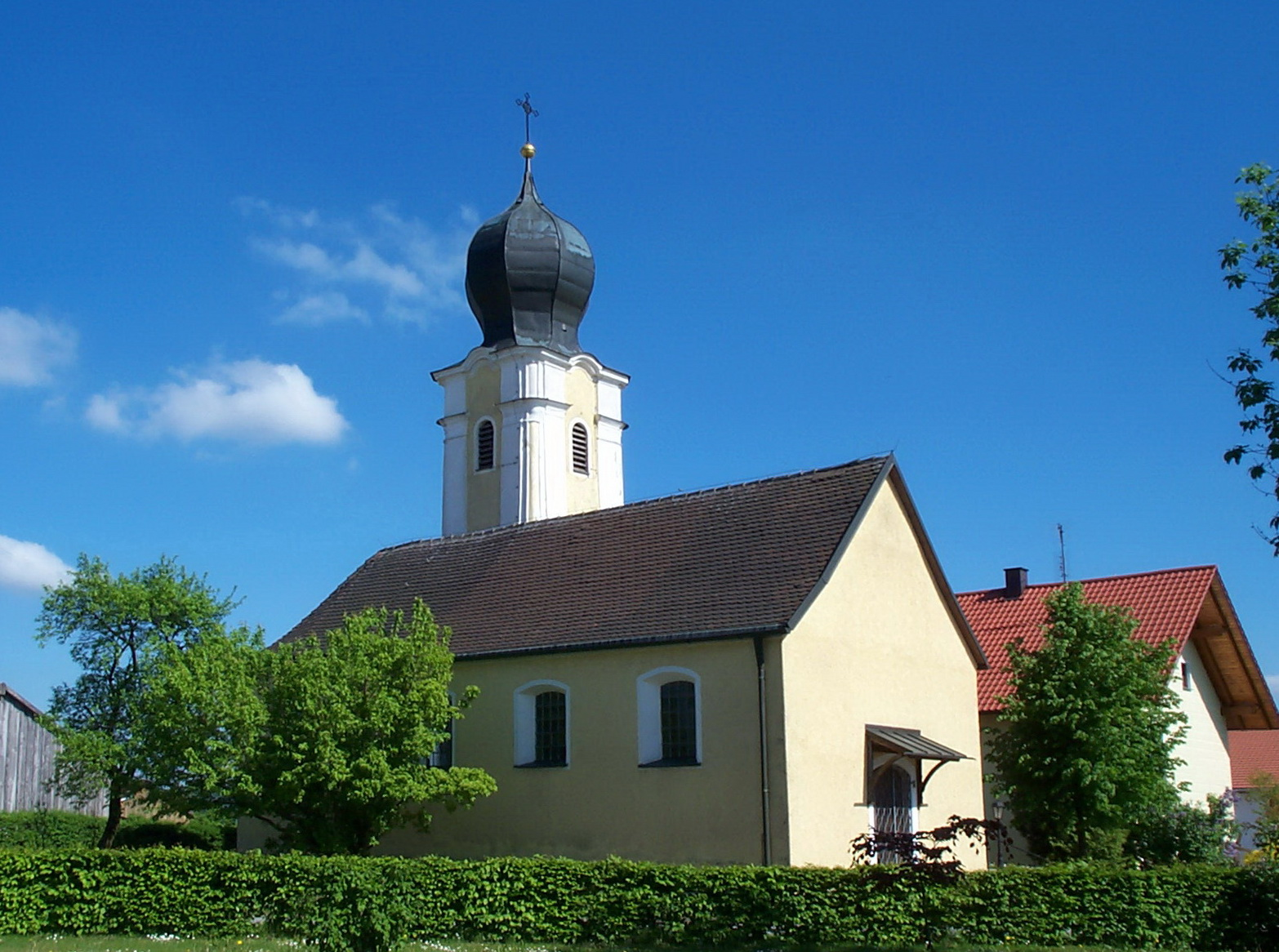
St. Margareta (Lindach)

Die römisch-katholische, denkmalgeschützte Filialkirche St. Margareta steht in Lindach, einem Gemeindeteil des Marktes Schierling im Landkreis Regensburg in der Oberpfalz. Sie ist dem Bistum Regensburg zugeordnet. Das Bauwerk ist unter der Denkmalnummer D-3-75-196-33 als Baudenkmal in die Bayerische Denkmalliste eingetragen.

## Beschreibung
Die Saalkirche wurde 1733 anstelle des Vorgängers erbaut. Sie besteht aus einem Langhaus mit drei Fensterachsen, das mit einem Satteldach bedeckt ist, einem eingezogenen, halbrund geschlossenen Chor im Osten und einem mit einer Zwiebelhaube bedeckten Chorflankenturm an dessen Südwand. Der mit Pilastern an den Ecken verzierte Chorflankenturm beherbergt im oberen Bereich den Glockenstuhl.
Zur Kirchenausstattung gehört ein um 1670 gebauter Hochaltar, der von den Statuen des heiligen Florian und der Maria Magdalena flankiert wird. Auf dem Altarretabel ist die heilige Margareta dargestellt.